# Hyalyris coeno
Hyalyris coeno är en art av fjäril som beskrevs 1847 av den engelske entomologen Edward Doubleday (1810–1849). Den ingår i släktet Hyalyris och familjen praktfjärilar. Inga underarter finns listade i Catalogue of Life.

## Bildgalleri

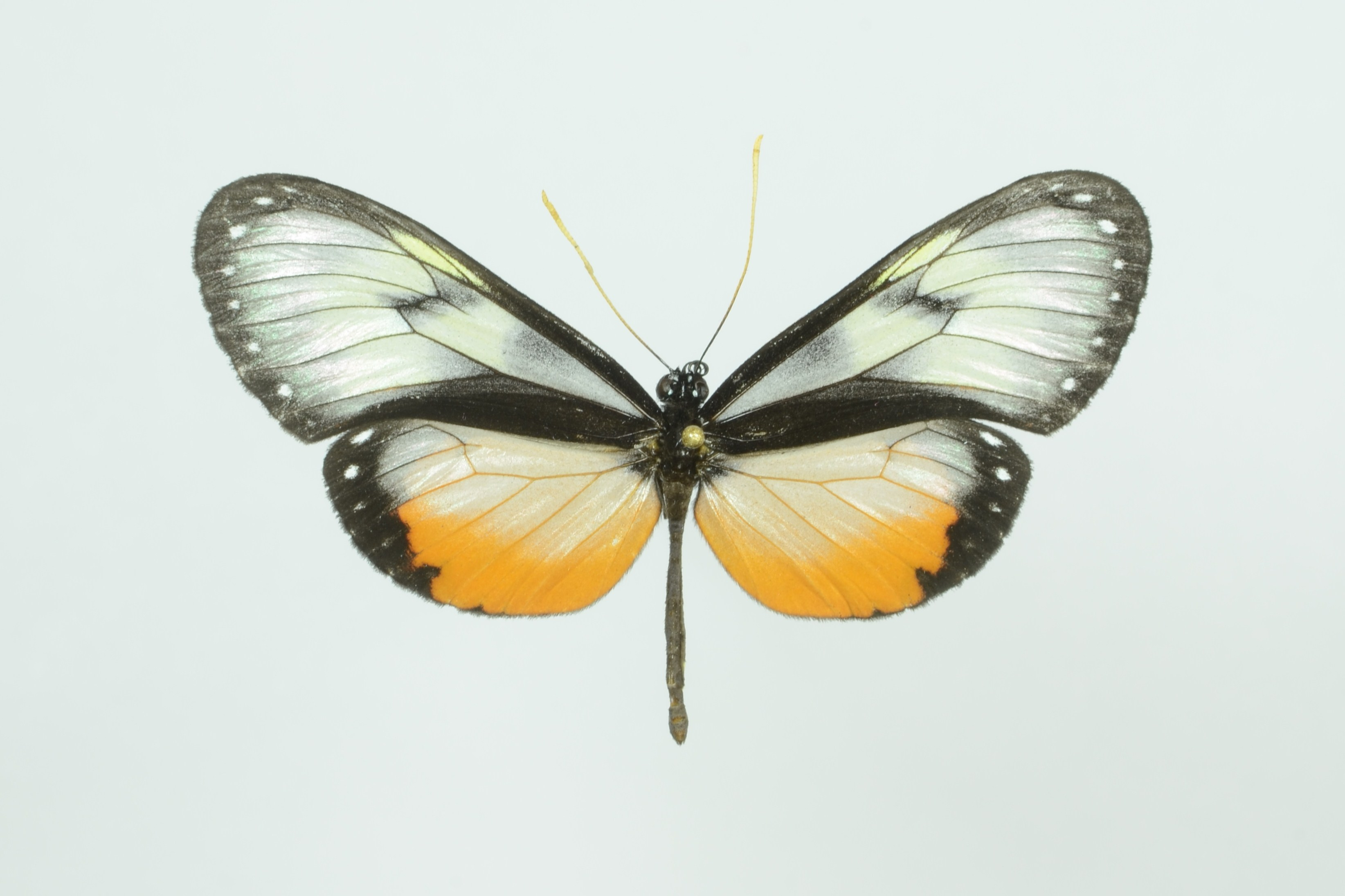
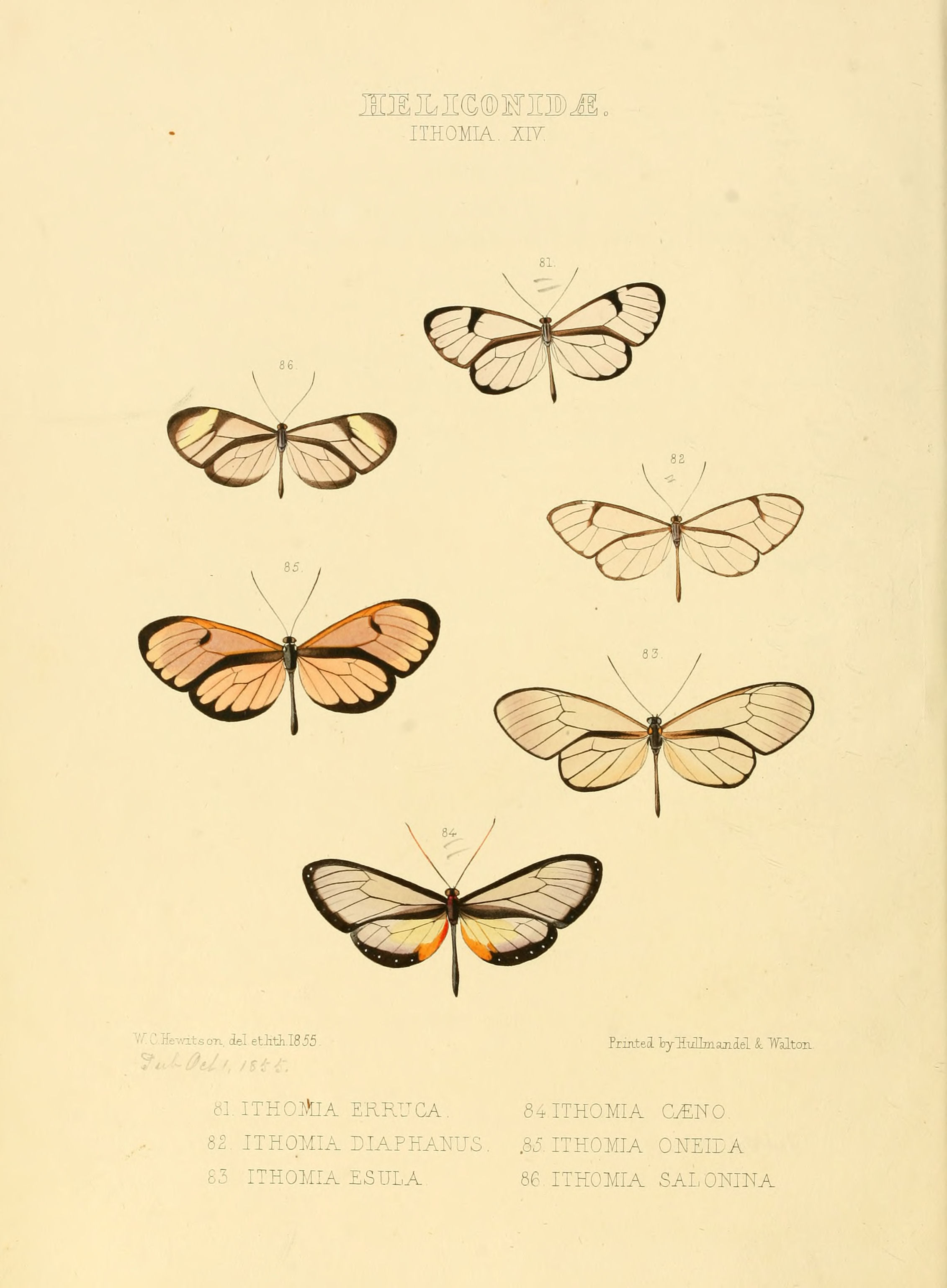
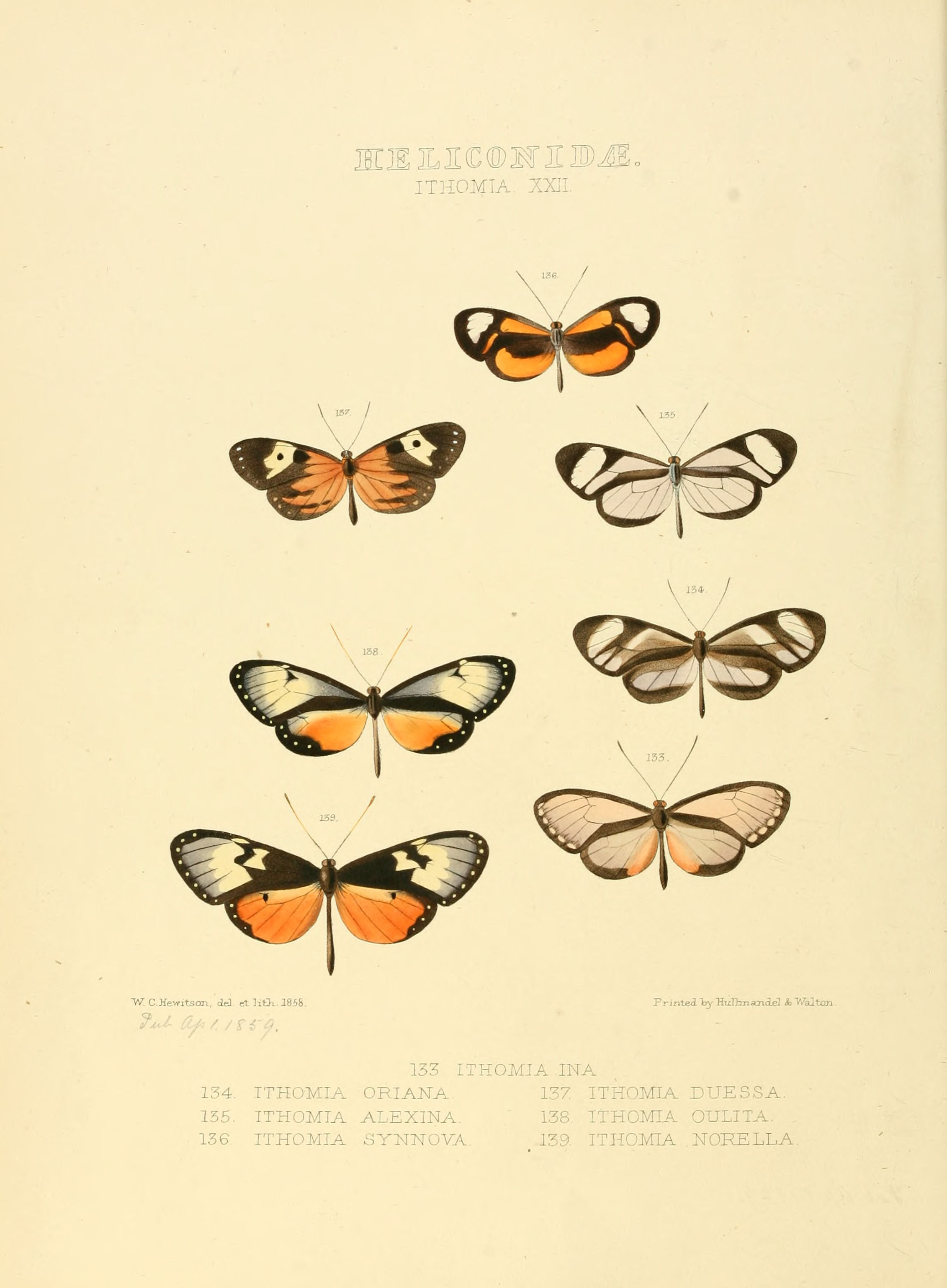